# 丁其昌
丁 其昌（てい きしょう、中国語: 丁其昌; 拼音: Dīng Qíchāng; ウェード式: Ting Ch'i-ch'ang、1901年 - 1946年2月2日）は、中華民国・蒙古聯合自治政府の軍人・政治家。漢族ながら蒙古軍を率いた軍人である。

## 事績
熱河省立初級中学を出て騎兵少尉に任じられ、1934年（民国23年）に察東警備軍第2支隊第4団長に昇進した。1936年（民国25年）、蒙古軍砲兵隊長となり、李守信を補佐している。翌1937年（民国26年）10月、蒙古聯盟自治政府が成立し、蒙古軍総司令部（総司令：李守信）において陸軍少将として蒙古軍第1師長に任ぜられている。1939年（民国28年）9月1日、蒙古聯合自治政府が成立すると、丁其昌は治安部長に任ぜられた。1941年（民国30年）8月31日、蒙古聯合自治政府が蒙古自治邦に改組されると、丁は内政部部長に転じた。
蒙古自治邦崩壊後に北平へ移った李守信は、1945年（民国34年）12月頃に、熊斌から旧蒙古自治邦要人の処遇に関して電報を受け取っている。その中には、旧蒙古自治邦の「蒙籍職員」について一律に罪を問わず、そのまま任用するとの記載が含まれていた。この電報を李から見せてもらった丁其昌は、自らが漢族であり、しかも蔣介石の国民政府とはこれまで何の連絡も取っていなかったことから、赦免対象者となり得ないだろうと恐れを抱き始めた。果たして、それからまもなく、漢族同僚で蒙古自治邦産業部長を務めていた杜運宇が国民政府に逮捕されてしまう。絶望した丁は1946年2月2日（旧暦1946年正月初1日）、拳銃で自らの頭を撃ち抜き死亡した。享年46。

## 注
1. 1 2  東亜問題調査会編（1941）、155頁。
2. ↑  郭主編（1990）、1896･1898頁。
3. ↑  郭主編（1990）、1896頁。
4. ↑  盧（1990）、337頁によると、この時の熊斌は蔣介石配下の「侍従弁公室主任」を務めていたとしているが、実際には北平市長在任中である。また「侍従弁公室」という機関は、この当時の国民政府に見当たらない。当時の国民政府には「侍従室」が設置されており、1945年12月時点では「侍衛長」を兪済時が務めていた。また軍事委員会には「弁公庁」があったが、当時の主任は賀国光である。なお、侍従室第一処・第二処・第三処という機関も軍事委員会に存在していたが、いずれも1945年11月に廃止されている。
5. ↑  盧（1980)、337-338頁。